# يهودا أشلق
يهودا أشلق (بالعبرية: רַבִּי יְהוּדָה לֵיבּ הַלֵּוִי אַשְׁלַג) ، هو حاخام أرثوذكسي وقبالي من جذور بولندية، وعاش في فلسطين من 1921 حتى 1954. عرف بكتاباته الدينية. وتستخدم كتاباته لنشر القبالة بين الناس.

## حياته
درس أشلق القبالة من سن السابعة مخبئا صفحات من كتاب «شجرة الحياة» لإسحق لوريا. في سن الثانية عشر، درس التلمود بشكل مستقل. وفي التاسعة عشر، منح لقب حاخام بناء على معرفته بالتلمود من قبل حاخامات وارسو. عمل في محكمة وارسو واكتسب خبرة أكبر. وأثناء دراسته الألمانية قرأ لهيغل، ماركس، ونيتشه.
في بولندا، قابل شخصا قال له أنه قبالي، وتعلم من هذا الشخص كل ليلة لمدة ثلاثة أشهر، حتى كما يقول «قرقهم غروره»، واختفى الأستاذ. ووفقا لأشلق فإنه التقى بالأستاذ بعد بضعة أشهر، وأقنعه بكشف أسرار القبالة. وفي اليوم التالي توفي الأستاذ.
في 1921 في سن 36 عاما، هاجر أشلق لفلسطين، في رحلة استمرت أشهرا. قضى هناك سنوات مجهولا، حتى عين حاخما لجيفات شاوول في القدس. وفي 1932 انتقل إلى حيفا، حيث كتب ملاحظاته على كتابات اسحق لوريا. اختلف أشلق عن باقي القباليين، حيث دعى لكشف تعاليم القبالة للجماهير.
في 1943 انتقل إلى تل أبيب، حيث تابع كتاباته لمدة 18 ساعة يوميا منهيا مجموعة مهمة من الكتب. توفي أشلق في يوم كيبور في 1954، ودفت في جيفات شاوول في القدس.

## كتبه المهمة
- هدية التوراة
- دراسة العشرة استنارات
- مقدمة إلى الزوهار
- الدخول إلى حكمة القبالة
- كتاب البيان

## تعاليمه
تفسيرات أشلق قدمت تفسيرات منظمة لتراث اسحق لوريا. أشلق أن الغرض من دراسة القبالة متساو مع الهدف دراسة سبب خلق البشر، وخلال دراستها، يصبح الشخص قادرا على كشف مكانها في الكون. خلال دراسة القبالة، رغة الإنسان في عطاء الآخرين تتطور. وآمن أشلق بأن المخلص المنتظر سوف يسعى لتخليص البشر من أنانيتهم ونسب أنفسهم لحب بعضهم البعض، وفقا لمبدأ «حب جارك كما تحب نفسك».
كذلك آمن أشلق بنسخة دينية من الشيوعية اللاسلطوية، قائمة علة مبادئ القبالة. أفكاره المعادية للاستعمار والرأسمالية عارضت الشيوعية الدولتية التي نشأت في الاتحاد السوفييتي وغيره، وآمن باقامة مجتمع يقوم على الحب بين أبنائه وعلى العدالة الاقتصادية". ودعم فكرة الكيبوتس ودعى لإقامة كومونات عالمية محكومة ذاتية، تبطل النظام الحكومي القائم.